# Przetoka tętniczo-żylna
Przetoka tętniczo-żylna (ang. Arteriovenous fistula) (przetoka AV) – nieprawidłowe połączenie między tętnicą i żyłą. Może być wrodzona, utworzona chirurgicznie w celu leczenia hemodializą lub nabyta w wyniku procesu patologicznego, takiego jak uraz lub przebicie tętniaka tętnicy do żyły towarzyszącej.
Szczególnym przypadkiem przetoki AV jest połączenie pomiędzy tętnicą a żyłą powstałe podczas operacji w celu utworzenia dobrze wypełnionej żyły do dializy (przetoka dializacyjna).
Bezpośrednie połączenie tętnicy z żyłą nie stawi większego oporu przepływającej krwi i z tego powodu przetoka AV stanowi niefizjologiczne dodatkowe obciążenie objętościowe serca. Może doprowadzić do niewydolności tętniczej z owrzodzeniami na kończynach z powodu niedostatecznego ukrwienia.

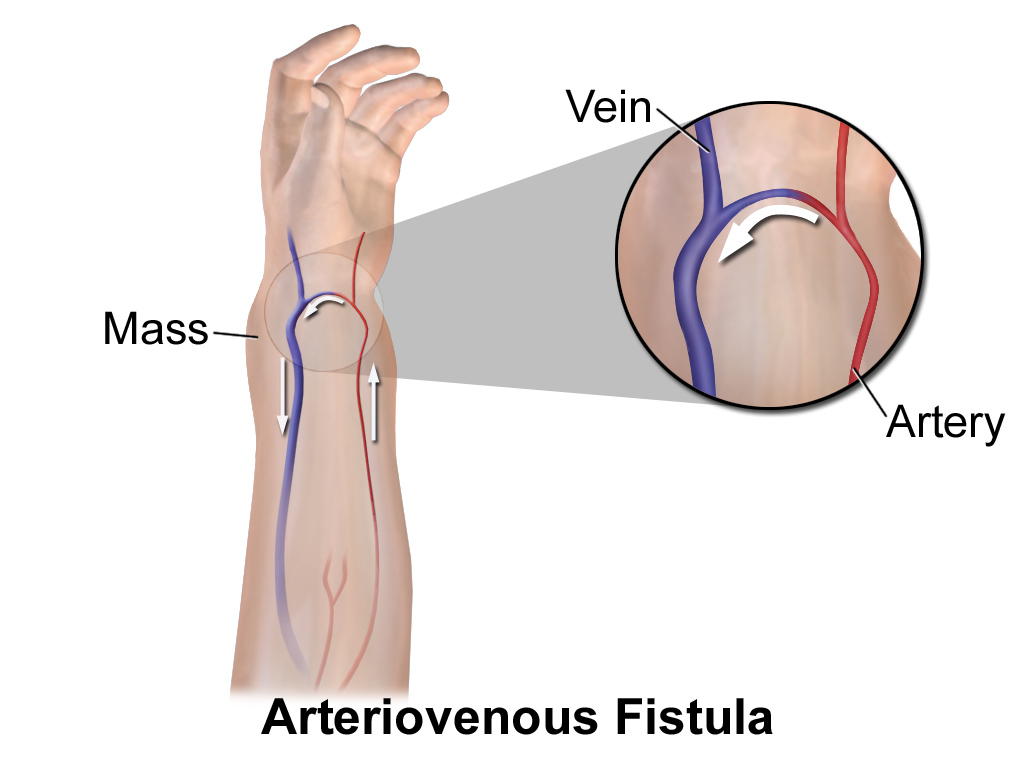
Przetoka tętniczo-żylna w okolicy nadgarstka (Cimino-Shunt)

## Diagnostyka
Przetoka leżąca płytko pod skórą, może być wyczuwalna palpacyjnie i nad nią występuje słyszalny szmer maszynowy, a w żyle towarzyszącej wyczuwalne jest tętno. Objawy te znikają po uciśnięciu tętnicy zasilającej. 
Preferowaną metodą diagnostyczną w przypadku przetok pozamózgowych jest badanie doplerowskie badanie ultrasonograficzne. Obraz radiologiczny tomografii komputerowej dostarcza bardziej szczegółowych informacji, ale oprócz promieni rentgenowskich wymaga także podania rentgenowskiego środka cieniującego. Czasami stosuje się cyfrową angiografię subtrakcyjną (DSA).
Przetoki opony twardej obrazuje się za pomocą rezonansu magnetycznego (MRT) lub angiografii naczyniowej. Przetoki w płucach można wykryć za pomocą zdjęcia rentgenowskiego, a do szczegółowej wizualizacji przydatna jest angiografia naczyniowa. Inne przetoki tętniczo-żylne można również ocenić angiograficznie z kontrastem lub bez niego.

## Leczenie
Małe przetoki tętniczo-żylne zwykle początkowo leczy się uciskiem i unieruchomieniem z myślą, że połączenie zamknie się samoistnie. Jednak zazwyczaj konieczne jest interwencyjne zamknięcie połączenia przez użycie specjalnej spirali, lub zatyczki zamykającej przepływ przez przetokę. Może to być utrudnione w przypadku starszych przetok ze względu na zmiany w ścianach naczyń.
Przetoki opony twardej można leczyć zachowawczo, radioterapią lub embolizacją. W mózgu przetoki AV można również zamknąć mikrochirurgicznie (chirurgicznie poprzez otwarcie czaszki, trepanację) lub wewnątrznaczyniowo (przez układ naczyniowy, poprzez nakłucie w pachwinie).
Przetoki wrodzone wymagają wczesnego leczenia w celu zapobiegnięcia powikłaniom, np. niesymetryczny wzrost kończyn. W tym celu stosuje się często metody przezskórne. Przetoki nabyte, które często charakteryzują się dużym przeciekiem lewo-prawym wymagają z reguły leczenia operacyjnego.